# Блажко Роман
Блажко Роман — відомий харківський скульптор. Народився 11 січня 1982 року в місті Ізюм, Харківська область. Є одним із затребуваних сучасних скульпторів м. Харків та області.
Працює в реалістичній манері, в бронзі, камені та штучних матеріалах. Автор відомих скульптурних композицій «Студент», барельєфа «Свята Тетяна» на ст. метро «Університет» та багатьох інших.

## Освіта
1997—2002 Відділення скульптури Харківське державне художнє училище
2002—2008 Станкова та монументальна скульптура Харківська державна академія дизайну і мистецтв
Вчителі: П. Юрченко, Олександр Рідний. 
з 2007 року учасник всеукраїнських та міжнародних виставок
Працює у творчій майстерні

## Основні твори

### Скульптурна композиція «Родина і материнство»
Росія, м. Бєлгород

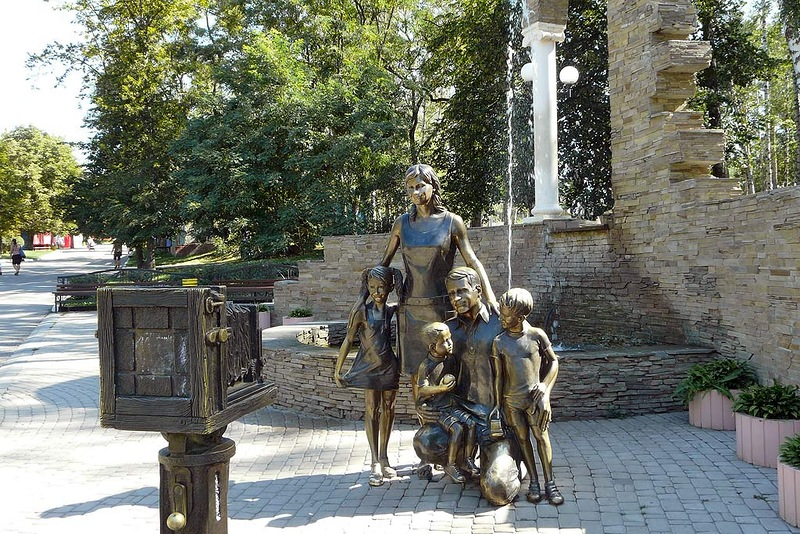
Скульптурна композиція «Родина і материнство»
Росія, м. Бєлгород, 2008

Автор пам'ятника зобразив щасливу повноцінну родину, яка позує для сімейного альбому.
П'ять осіб (батьки та троє дітей) — саме так, за думкою керівництва області, має виглядати ідеальна комірка суспільства.
Пам'ятник виконано в техніці литва, матеріал бронза та розташований у Центральному парку культури та відпочинку, улюбленому місці сімейного відпочинку містян. Бєлгородці люблять фотографуватись зі «щасливою бронзовою родиною» та антикварним фотоапаратом.
Урочисте відкриття пам'ятника відбулось 12 грудня 2008 року (рік сім'ї в Росії).

### Скульптурна композиція «Студент»
Україна, м. Харків
На лавочці, біля Харківського національного університету радіоелектроніки — «кузні» хакерів, комп'ютерників, «системників» тощо, присів звичайний студент. Він щойно вийшов з пар. Він замріяний — можливо, роздумує над новою програмою, що затьмить «Майкрософт», а він сам — майбутній український Білл Гейтс і засновник багатомільярдної корпорації…
У композицію входить бронзова скульптура студента з відкритим ноутбуком на колінах, який сидить на лавочці, зліва від нього лежить сумка з логотипом ХНУРЕ. Пам'ятник виготовлений з бронзи, довжина лавочки — близько 250 см, висота скульптури студента — 150 см.
Скульптурну композицію встановлено на початку жовтня 2010 року на честь святкування 80-річчя національного університету радіоелектроніки.
Пізніше скульптура увійшла до топ-10 незвичайних скульптур Харкова.

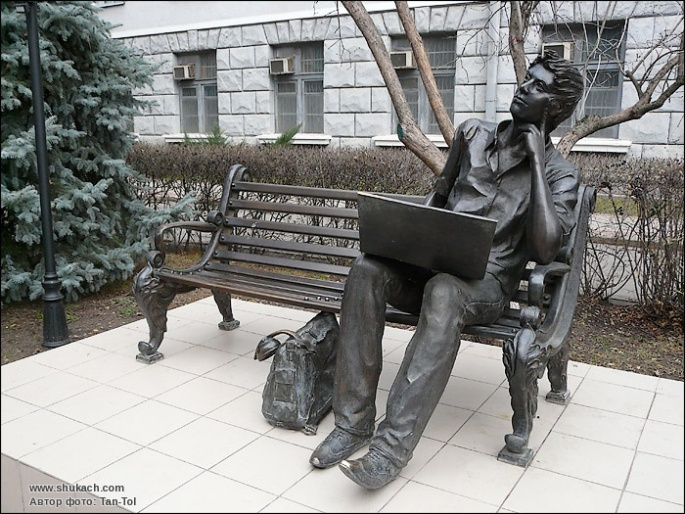
Скульптурна композиція «Студент», м. Харків, 2010

### Барельєф «Свята Тетяна»
Україна, м. Харків
Скульптурний барельєф присвячено покровительці студентів Св. мучениці Тетяні.
Обраний скульптором образ посилається на візантійську іконографію великомучениць та Богоматері.
Композиційну будову барельєфа співставлено з інтер'єрними модулями розташування — станції метро «Університет».
У створенні скульптури були використані традиційні (литво) та сучасні (штучне діодне освітлення) техніки, що дозволило вписати сакральний образ у світський простір без дискомфорту для глядачів.
Скульптурний барельєф було відкрито в харківському метрополітені 25 січня 2011 року.

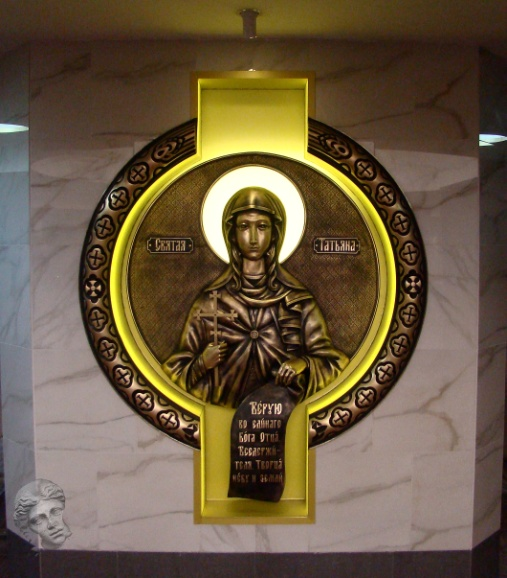
Скульптурний барельєф «Свята Тетяна», Харків, 2011

### Скульптурна композиція «Гончар»
Росія, смт. Борисівка, Белгородська обл.
Пам'ятник Великому Гончарю — є збірним образом творця найдавнішої культури гончарства. Образ гончаря — символічний. Це не просто робітник, він мудрий митець. Це єдиний в країні пам'ятник гончарю такого змістовного масштабу. Скульптуру виконано зі штучного каменю.
Гончарний промисел — один з старіших в Борисівці. Він розвивається в цій місцевості ще з початку XVIII століття. У 1969 році було засновано Борисівську фабрику художньої кераміки. Гончаря розміщено в сквері фабрики.
26 травня 2014 р. відбулось відкриття пам'ятника Великому Гончарю.

### Скульптурна композиція «Студент»
Україна, м. Запоріжжя
Керівництво Запоріжжя вирішило встановити подібний харківському пам'ятник і в себе в місті.
Пам'ятник студенту в Запоріжжі — це проект, основною метою якого стала перебудова Олександрівського саду — центрального парку міста. Поряд знаходяться три великі університети, що й породило ідею створити з саду студентський парк.
Фігуру студента створено в кращих традиціях сучасного реалістичного мистецтва — молодий парубок, в футболці та навушниках, з планшетом в руках. Задумливий, спираючись на торбинку з підручниками, він, очевидно, готується до пар.
Фігура студента виконана в техніці литва, матеріал — бронза. Лавочку створено з поліефіру.